# Da Dan Dance!/ヒート ビート アイランド/5 to the 5th Power
「Da Dan Dance!/ヒート ビート アイランド/5 to the 5th Power」（ダ・ダン・ダンス!/ヒート ビート アイランド/ファイブ・トゥー・ザ・フィフス・パワー）は、2019年6月25日にT-Palette Recordsから発売、および配信された日本の女性アイドルグループ・アップアップガールズ（仮）の通算26枚目のCDシングルである。

## 収録曲
1. Da Dan Dance!
作詞・作曲・編曲：：fu_mou
2. ヒート ビート アイランド
作詞：児玉雨子、作曲：michitomo、編曲：金井奏馬
3. 5 to the 5th Power
作詞・作曲：michitomo、ラップ詞：マチーデフ、編曲：ENIXES(GOLDTAIL)
4. Da Dan Dance!（Instrumental）
5. ヒート ビート アイランド（Instrumental）
6. 5 to the 5th Power（Instrumental）

## リリース日一覧
| 地域 | リリース日    | レーベル          | 規格                   | カタログ番号 |
| ---- | ------------- | ----------------- | ---------------------- | ------------ |
| 日本 | 2019年6月25日 | T-Palette Records | マキシシングル         | TPRC-0229    |
| 日本 | 2019年6月25日 | T-Palette Records | デジタル・ダウンロード | -            |